# 摩根敦个人快速运输
摩根敦个人快速运输（英語：Morgantown Personal Rapid Transit），又称“西弗吉尼亚大学个人快速运输”，缩写為WVU PRT，是位于美国西弗吉尼亚州摩根敦的个人快速运输系统，该系统连接了西弗吉尼亚大学分布于该镇的各个校区及其市区。
该系统由波音公司在政府资助下作为一个实验项目而修建，于1975年启用，期间曾关闭过一段时间，以便修建延长线。除此之外其运行可靠性达到了98%。该系统是此类个人快速运输系统中第一个建成的。

## 车辆

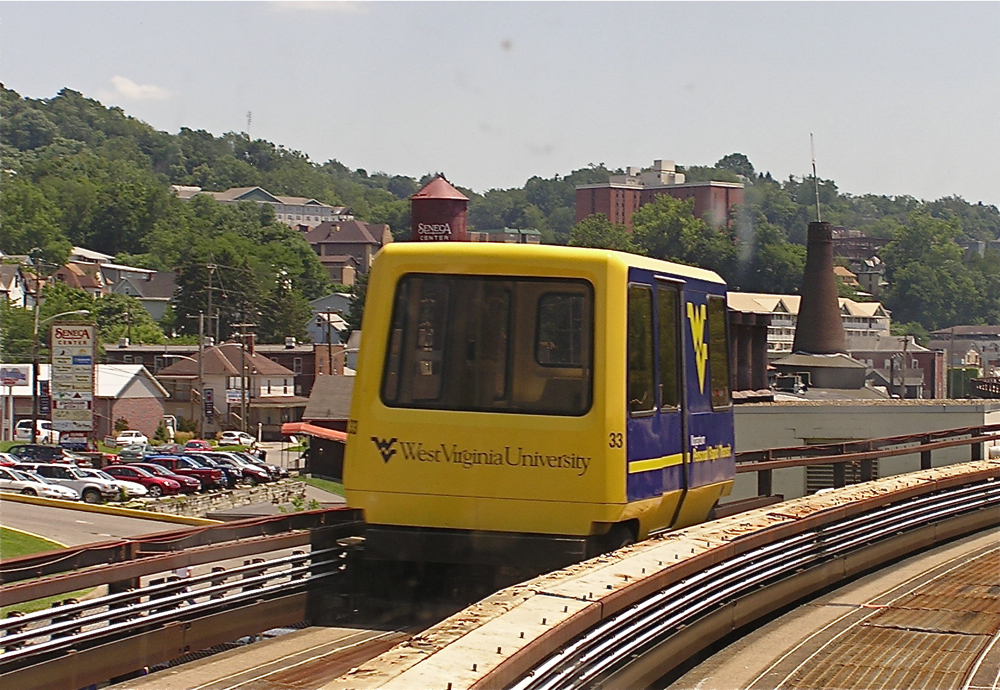
车辆

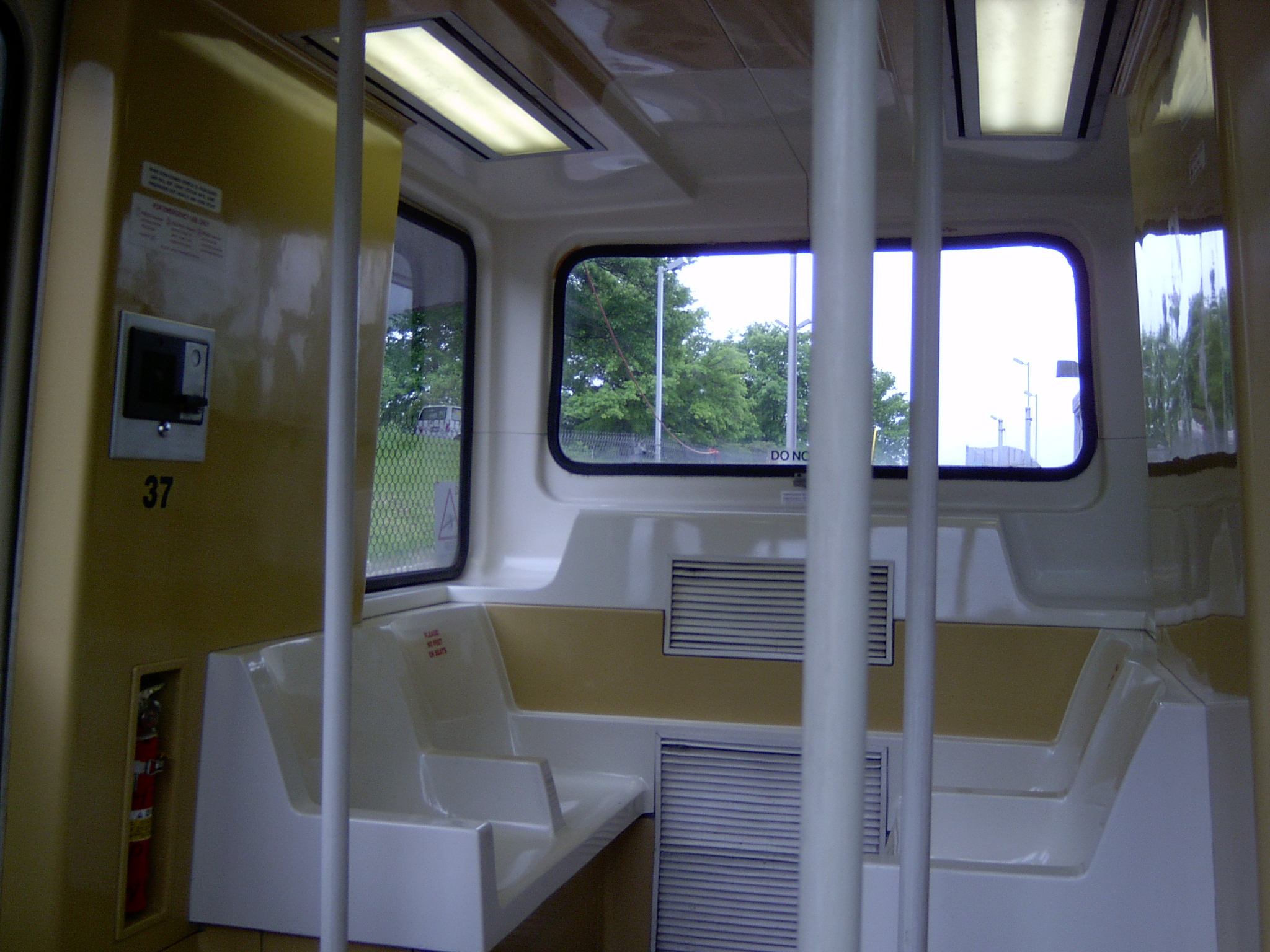
车内

该系统拥有73列车辆，状若小型公交车。每列车长15英尺6英寸（472），高8英尺9英寸（267），宽6英尺8英寸（203），重8,760磅（3.97公噸），由70匹馬力（52千瓦特）的马达驱动，可以达到时速30英里每小時（50每小時）。

## 轨道
为了连接西弗吉尼亚大学的几个互不相连的校区，该系统在校内设计了5个车站：核桃（Walnut）、比卡斯特（Beechurst）、工学院（Engineering）、大楼（Towers）、医学院（Medical），并铺设了8.65 mi（13.9 km）长的轨道。当车辆抵达车站时，系统会自动选择是否要跳站、越站、或者进入车站停靠。
轨道本身由水泥轨道及磁性线圈组成，可以向系统反馈数据。由于当地多雪的天气，轨道上的水泥轨道内暗埋了化学药剂二元醇，可以用来融雪。有几个车站也安装了加热设备，可以加热这些药剂。
该系统的轨道有35%位于地面平面或以下，其余65%都属于高架路段。这些高架桥每跨大概有30英尺（10）长，有两种不同的设计风格，其中一期所建的高架桥比二期所建的承重能力要高一些。

## 运营
该系统修建的主要目的是运送学生，所以学生不上课的时候系统就会停运。秋天和春天学校开学的时候，该系统在工作日从早上六点半运营到晚上十点一刻，在周六从早上九点半运营到晚上五点，周日则关闭。夏季学期时该系统工作日从早上六点半运营到晚上六点一刻，周六从早上九点半运营到晚上五点，周日关闭。逢节假日也会关闭。
该系统有三种运营模式，分别是：循环、预定、按需。其中前两种模式在繁忙时段使用，后一种在非繁忙时段使用。而“按需”模式则是个人快速运输系统特有的运营模式。在这种模式下，当有乘客按下召唤按钮时，系统就开始计时，一般如果超过五分钟，就算没有其他乘客，还是会有一辆列车开往该乘客所处车站供其搭乘。而当超过15个人要同时前往一个目的地时，另外一辆列车也会启动，以便运送更多的乘客。列车启动后会直达乘客要去的目的地，中途各站不作停留。在预定模式下，列车会按照客流规律，在特定的路线下按照预定的频次运送乘客。在循环模式下，列车会每站都停。

### 脚注
1. 1 2 3 4  Booth, Colin. . The Daily Athenaeum. 2007-11-01: 1–2  [2007-11-06]. （原始内容存档于2013-04-05）.
2. ↑  . West Virginia University.   [2013-05-11]. （原始内容存档于2013-01-15）.
3. ↑  . Barnes & Nobles.   [2013-05-11].
4. 1 2  . West Virginia University.   [2013-05-11]. （原始内容存档于2016-08-19）.
5. ↑  Gibson, Tom. . Progressive Engineer.   [2008-05-30]. （原始内容存档于2012-02-07）.
6. 1 2 3  Raney & Young, 页9
7. 1 2 3 4  Raney & Young, 页6
8. ↑  . West Virginia University.   [2011-07-08]. （原始内容存档于2011-10-08）.
9. 1 2 3 4 5  Raney & Young, 页5

## 外部連結
- . (official page) West Virginia University.   [2013-04-05]. （原始内容存档于2013-01-15）.
- . Morgantown, West Virginia, US: West Virginia University. （原始内容存档于2007-06-22）.
- West Virginia University Campus Map （页面存档备份，存于）. Includes PRT Track. Morgantown, West Virginia, US
- Smith, Nick; Dungan, Ellis.  (YouTube). WWVU-TV / The West Virginia Archive & History Channel. 1977. （原始内容存档于2015-08-29）.
- Robertson, Adi. . The Verge.   [2016-11-28]. （原始内容存档于2021-03-13）.
- Boeing, Historical Snapshot on Personal Rapid Transit System （页面存档备份，存于）